# Byron B. Harlan
Byron Berry Harlan (* 22. Oktober 1886 in Greenville, Ohio; † 11. November 1949 in Williamsport, Pennsylvania) war ein US-amerikanischer Jurist und Politiker. Zwischen 1931 und 1939 vertrat er den Bundesstaat Ohio im US-Repräsentantenhaus.

## Werdegang
Im Jahr 1894 kam Byron Harlan mit seinen Eltern nach Dayton, wo er die öffentlichen Schulen besuchte. Nach einem anschließenden Jurastudium an der University of Michigan und seiner 1911 erfolgten Zulassung als Rechtsanwalt begann er in diesem Beruf zu arbeiten. Zwischen 1912 und 1916 war er stellvertretender Staatsanwalt im Montgomery County. Von 1928 bis 1943 fungierte er als Präsident der Ohio Federated Humane Societies. Politisch schloss er sich der Demokratischen Partei an.
Bei den Kongresswahlen des Jahres 1930 wurde Harlan im dritten Wahlbezirk von Ohio in das US-Repräsentantenhaus in Washington, D.C. gewählt, wo er am 4. März 1931 die Nachfolge des Republikaners Roy G. Fitzgerald antrat. Nach drei Wiederwahlen konnte er bis zum 3. Januar 1939 vier Legislaturperioden im Kongress absolvieren. Während seiner Zeit im Kongress wurden dort die meisten der New-Deal-Gesetze der Bundesregierung unter Präsident Franklin D. Roosevelt verabschiedet, die er unterstützte. Im Jahr 1935 wurden erstmals die Bestimmungen des 20. Verfassungszusatzes angewendet, wonach die Legislaturperiode des Kongresses jeweils am 3. Januar endet bzw. beginnt. Außerdem wurde im Dezember 1933 mit dem 21. Verfassungszusatz das Prohibitionsgesetz (18. Zusatzartikel) aus dem Jahr 1919 aufgehoben.
Im Jahr 1938 wurde Harlan nicht wiedergewählt. Nach seiner Zeit im US-Repräsentantenhaus praktizierte er wieder als Anwalt. Im Juli 1940 nahm er als Delegierter an der Democratic National Convention in Chicago teil, auf der Amtsinhaber Roosevelt zum dritten Mal als Präsidentschaftskandidat nominiert wurde. Zwischen Mai 1944 und März 1946 war Harlan Bundesstaatsanwalt für den südlichen Teil des Staates Ohio. Im Jahr 1946 wurde er zum Richter am Bundessteuergericht ernannt. Byron Harlan starb am 11. November 1949 während eines Familienbesuchs in Pennsylvania und wurde in Dayton beigesetzt. Er war mit Sada Shaw (1887–1952) verheiratet, mit der er drei Kinder hatte.